# Синхронне плавання на Чемпіонаті світу з водних видів спорту 2015 — соло, технічна програма
Змагання з синхронного плавання в технічній програмі соло на Чемпіонаті світу з водних видів спорту 2015 відбулись 25 липня 2015 року.

## Результати
Попередній раунд відбувся о 09:00. Фінал відбувся о 17:30.
Зелений позначає фіналістів
| Місце | Плавчині             | Країна         | Попередній раунд | Попередній раунд | Фінал   | Фінал |
| Місце | Плавчині             | Країна         | Очки             | Місце            | Очки    | Місце |
| ----- | -------------------- | -------------- | ---------------- | ---------------- | ------- | ----- |
| 1     | Світлана Ромашина    | Росія          | 94.3860          | 1                | 95.2680 | 1     |
| 2     | Она Карбонелл        | Іспанія        | 91.4408          | 2                | 93.1284 | 2     |
| 3     | Сунь Веньянь         | Китай          | 91.3262          | 3                | 91.5479 | 3     |
| 4     | Анна Волошина        | Україна        | 90.0364          | 4                | 90.8912 | 4     |
| 5     | Юкіко Інуі           | Японія         | 89.5851          | 5                | 90.7603 | 5     |
| 6     | Жаклін Сімоно        | Канада         | 88.0766          | 6                | 89.0237 | 6     |
| 7     | Лінда Черруті        | Італія         | 86.2072          | 7                | 86.2559 | 7     |
| 8     | Євангелія Платаніоті | Греція         | 84.9694          | 8                | 85.3727 | 8     |
| 9     | Мері Кіллмен         | США            | 82.9311          | 10               | 84.5857 | 9     |
| 10    | Анастасія Глушков    | Ізраїль        | 82.9353          | 9                | 84.3204 | 10    |
| 11    | Кан Ун-ха            | Північна Корея | 80.2460          | 12               | 83.0956 | 11    |
| 12    | Естель-Анаїс Юбо     | Франція        | 82.6548          | 11               | 83.0030 | 12    |
| 13    | Сона Бернардова      | Чехія          | 80.0377          | 13               |         |       |
| 14    | Надін Брандль        | Австрія        | 79.4713          | 14               |         |       |
| 15    | Саша Краус           | Швейцарія      | 78.5041          | 15               |         |       |
| 16    | Етель Санчес         | Аргентина      | 78.2419          | 16               |         |       |
| 17    | Естер Цекуш          | Угорщина       | 76.5992          | 17               |         |       |
| 18    | Марлен Боєр          | Німеччина      | 76.2452          | 18               |         |       |
| 19    | Рім Абдальазім       | Єгипет         | 74.2780          | 19               |         |       |
| 20    | Хрістіна Дам'янова   | Болгарія       | 72.8160          | 20               |         |       |
| 21    | Ум Джі-ван           | Південна Корея | 70.6077          | 21               |         |       |
| 22    | Карла Лоаїса         | Венесуела      | 70.1050          | 22               |         |       |
| 23    | Крісті Альфонсо      | Куба           | 66.8716          | 23               |         |       |
| 24    | Керрі Норден         | ПАР            | 61.7306          | 24               |         |       |